# Felix Burda Stiftung
Die Felix-Burda-Stiftung (Eigenschreibweise: Felix Burda Stiftung) ist eine deutsche Stiftung mit Sitz in Offenburg. Sie wurde 2001 von Christa Maar und Hubert Burda gegründet, um die Früherkennung von Darmkrebs zu verbessern. Die Stiftung verfolgt ausschließlich gemeinnützige Zwecke; zu ihren bekanntesten Initiativen zählt der Darmkrebsmonat März.

## Geschichte

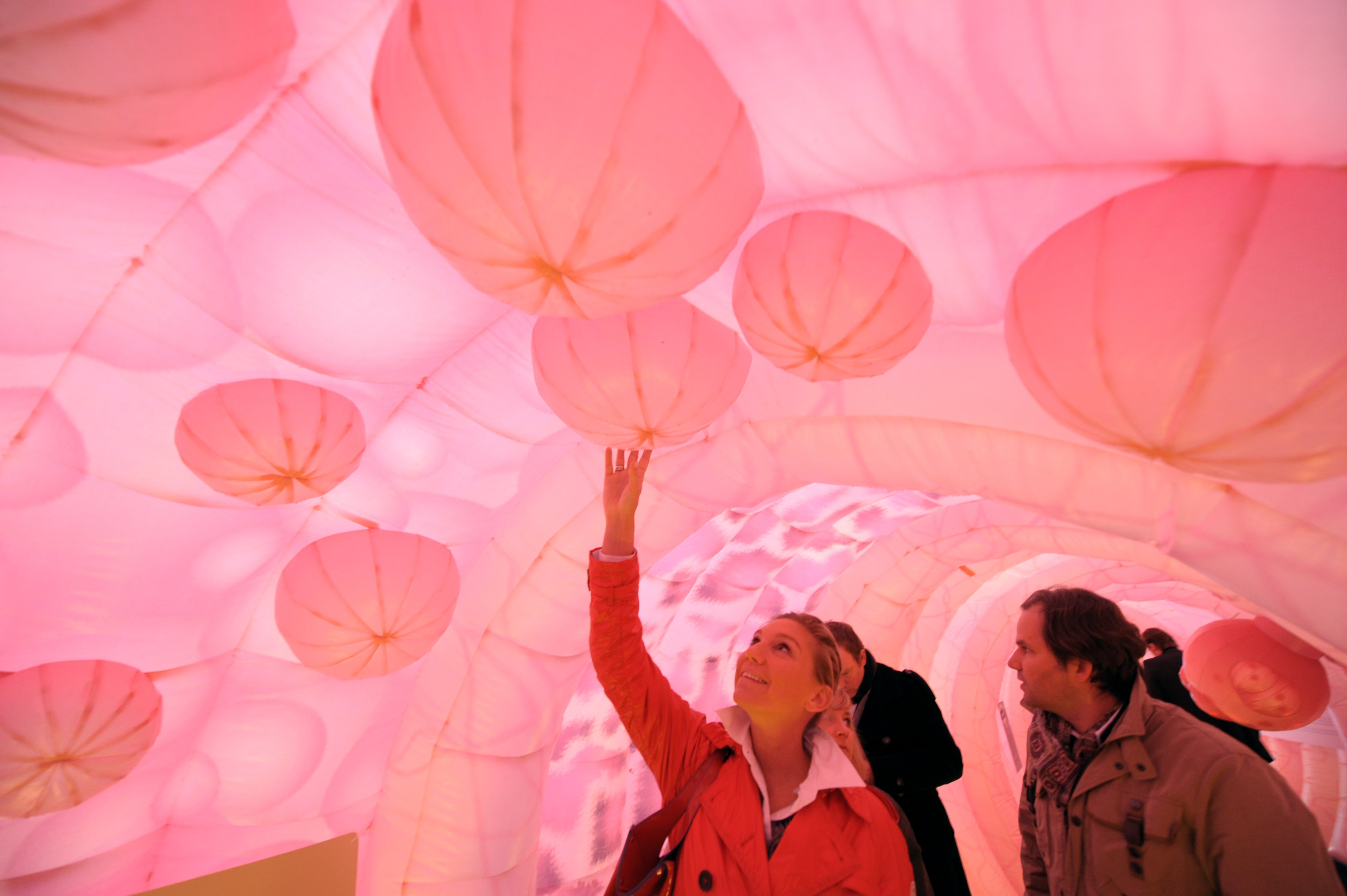
Modell „Faszination Darm“

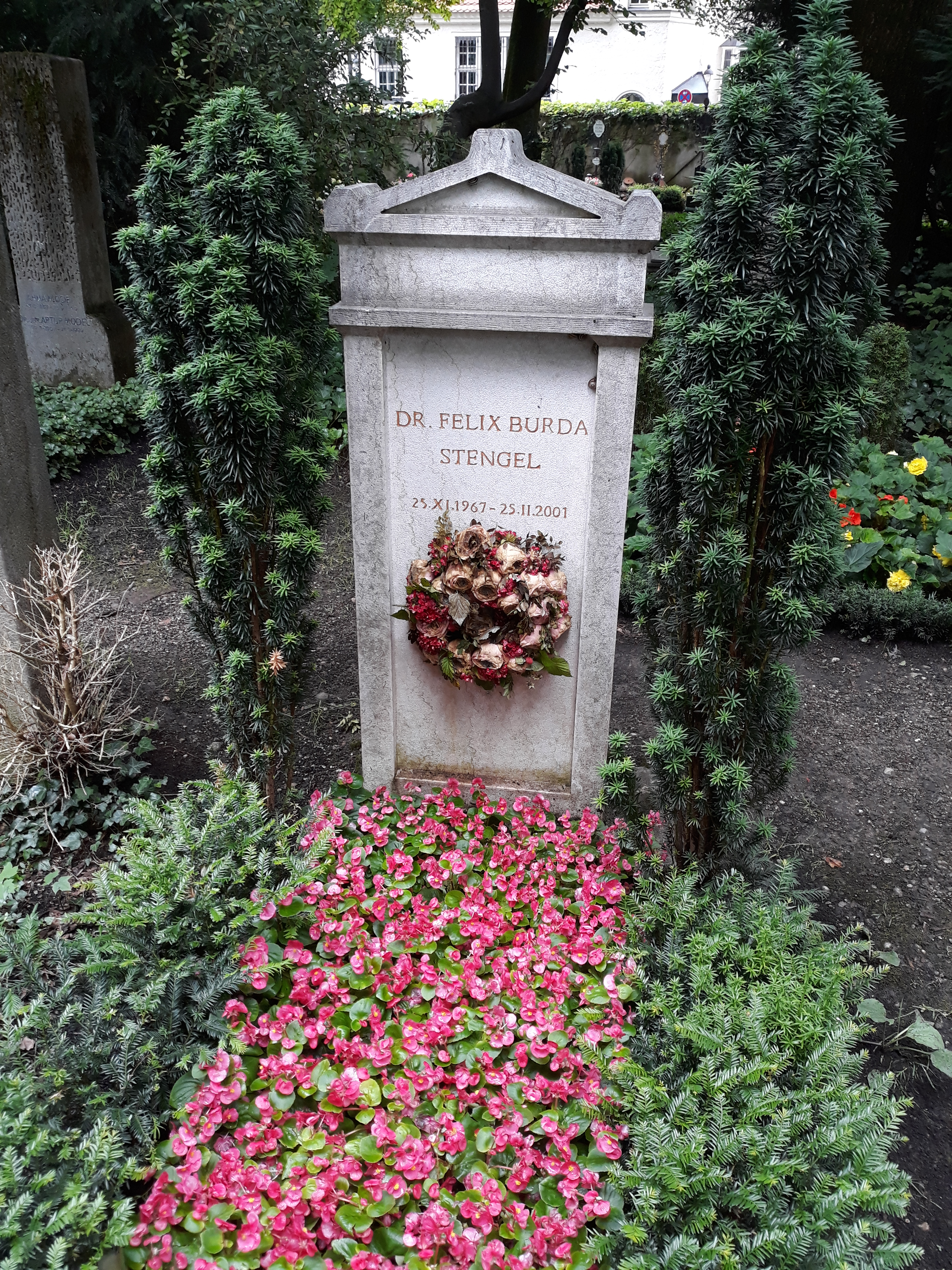
Das Grab von Felix Burda auf dem Bogenhausener Friedhof in München.

Im Jahr 2001 starb Felix Burda, der Sohn von Christa Maar und Hubert Burda, im Alter von 33 Jahren an Darmkrebs. Seitdem setzen sich seine Eltern für eine bessere Vorsorge in diesem Bereich ein. Wäre die Krankheit früher erkannt worden, hätte ihr Sohn vermutlich geheilt werden können. Maar und Burda gründeten die Felix Burda Stiftung, um in der Bevölkerung ein Bewusstsein für das Risiko einer Darmkrebserkrankung zu schaffen. Ihr Ziel war es, die Darmkrebsrate innerhalb von fünf Jahren zu halbieren. Führende Mediziner unterstützten die Stiftung bei ihren Bemühungen, Wim Wenders drehte 2001 den ersten Fernsehspot zum Thema. 2002 initiierte die Stiftung erstmals den sogenannten Darmkrebsmonat März, um ihr Anliegen in den Medien zu verankern. Im Rahmen der jährlich stattfindenden Werbekampagne werden in diesem Monat Anzeigen in diversen Medien geschaltet.
Aufgrund des Engagements der Stiftung nahm die gesetzliche Krankenversicherung 2002 die Koloskopie für Versicherte ab 55 Jahren mit einmaliger Wiederholung nach zehn Jahren in ihren Leistungskatalog auf. Ungeachtet der Gefahren von Darmkrebs war die Resonanz auf Angebote zur Früherkennung der Krankheit zunächst gering. Um die Akzeptanz zu erhöhen, strebte die Stiftung insbesondere eine Schärfung des Bewusstseins niedergelassener Ärzte an. Außerdem wurde 2003 erstmals der Felix Burda Award vergeben: Mit der Auszeichnung werden seither Personen geehrt, die sich mit innovativen Aktionen, Projekten oder wissenschaftlichen Arbeiten um die Vorsorge- und Früherkennung von Darmkrebs verdient gemacht haben. Zu den ersten Preisträgern zählten Kai Diekmann, Günther Jauch und Susan Stahnke.
Innerhalb eines Jahres nach dem ersten Darmkrebsmonat März erhöhte sich die Zahl der Koloskopien um 34 %, was die Felix Burda Stiftung als Erfolg ihrer Arbeit wertete. Um die Akzeptanz weiter auszubauen, forderte man beispielsweise die gesetzlichen Krankenkassen auf, Bonusmodelle anzubieten, um die Teilnahme für Versicherte attraktiver zu gestalten. Während sich in Deutschland die Darmspiegelung zum wichtigsten Element der Krebsprävention entwickelte, sahen Ärzte in anderen Ländern den „Massentest“ kritisch. Die Belastungen für Herz-Kreislauf-Patienten und andere Nebenwirkungen der Koloskopie seien nur unzureichend dokumentiert, monierten Kritiker. Trotzdem erweiterte die Stiftung ihre Anstrengungen im Kampf gegen Darmkrebs mit dem Ziel, die Erkennungsrate von Darmkrebs dauerhaft hoch zu halten.
In den folgenden Jahren gewann die Felix Burda Stiftung beispielsweise Franz Beckenbauer, Maria Furtwängler, Verona Pooth und Harald Schmidt als prominente Botschafter für ihre Sache. Sie widmete sich verstärkt der Vorsorge bei Männern, da diese statistisch ein höheres Risiko tragen, an Darmkrebs zu erkranken. Sie setzte sich ferner dafür ein, dass auch Apotheker fortan über Darmkrebs informieren. 2008 präsentierte die Stiftung dann erstmals ein begehbares Modell eines Dickdarms, das Anatomie und Funktion des Organs erklärt. Mit einer Länge von rund 20 Metern und einer Höhe von 2,80 Metern handelte es sich um die größte Nachbildung dieser Art in Europa. Das Modell kann gemietet werden und tourte seitdem durch mehrere Städte. Es wurde  beispielsweise an belebten öffentlichen Orten wie dem Frankfurter Hauptbahnhof aufgebaut. Die Aktionen werden meist von Fachärzten begleitet, die Fragen der Besucher beantworteten. Daneben intensivierte die Stiftung die Zusammenarbeit mit Betrieben für den Kampf gegen Darmkrebs.
Das Engagement der Felix Burda Stiftung wurde unter anderem bei der Vergabe des Sonderpreises des Deutschen Preises für Wirtschaftskommunikation 2009 besonders hervorgehoben. Es folgten weitere Auszeichnungen. Neben dem Einsatz für die Darmkrebsvorsorge auch mit den Risikofaktoren für Darmkrebs, beispielsweise dem familiären Risiko oder Diabetes. 2011 brachte sie in Kooperation mit der Assmann Stiftung für Prävention eine Mobile App auf den Markt, die über die gesetzlichen Maßnahmen zur Vorsorge von diversen Krankheiten aufklärt. Die Stiftung beteiligte sich am Nationalen Krebsplan und dem Entwurf für die „Weiterentwicklung der Darmkrebsfrüherkennung“. Die wichtigsten Empfehlungen aus diesem Entwurf wurden im Krebsfrüherkennungs- und Registergesetz (KFRG) von 2013 berücksichtigt. Man sprach sich für die Einführung immunologischer Stuhltests aus, die 2017 schließlich in den Leistungskatalog der gesetzlichen Krankenversicherung aufgenommen wurden. Mit ihnen lassen sich kleinste Spuren von Blut im Stuhl, die ein anerkannter Indikator für Darmkrebs sind, erheblich präziser als mit dem seit den 1970er Jahren verwendeten Stuhltest erkennen.
Zuletzt erklärte die Felix Burda Stiftung die bessere Organisation der Darmkrebs-Screenings und die gesonderte Berücksichtigung von Menschen mit familiärem Darmkrebsrisiko zu ihren Aufgaben.

## Organisation
Die Felix Burda Stiftung ist eine selbstständig agierende aber nicht rechtsfähige Stiftung, die von der Hubert Burda Stiftung treuhänderisch verwaltet wird. Der Sitz befindet sich in Offenburg, die Geschäftsstelle ist in München. Zweck der Stiftung ist die Förderung des öffentlichen Gesundheitswesens sowie der Lehre, Wissenschaft und Forschung auf dem Gebiet der Entstehung, Vorsorge, Erkennung und Bekämpfung von Krebs, insbesondere Darmkrebs. Die Stiftung verfolgt unmittelbar gemeinnützige Zwecke in der Abgabenordnung. Ihre Ziele verwirklicht sie durch verschiedene Formen der Öffentlichkeitsarbeit, zum Beispiel durch die Organisation von Kongressen und Tagungen oder der Veröffentlichung von Lehr- und Schulungsmaterialien. Die Satzung sieht ausdrücklich eine Einbindung der Stiftung in internationale Netzwerke vor, um den Austausch von Experten auf ihrem Gebiet zu fördern. In den ersten Jahren spielte dabei vor allem die Darmkrebsvorsorge in den Vereinigten Staaten eine wichtige Rolle, die eine höhere Teilnahme und eine geringere Sterblichkeit als Deutschland vorzuweisen hatten.
Das Kapital der Felix Burda Stiftung beträgt 300.000 Euro. Ihr oberstes Gremium ist laut Satzung ein ehrenamtliches Kuratorium aus drei bis fünf Personen. Hubert Burda ist Mitglied auf Lebenszeit, wie es auch Christa Maar war, andere Kuratoren werden für eine Amtszeit von drei, vier oder fünf Jahren bestellt. Neben Burda gehören dem Gremium derzeit die beiden Internisten und Gastroenterologen Berndt Birkner und Meinhard Classen an. Die operative Führung der Stiftung obliegt einem Vorstand, dessen Vorsitz derzeit Robert Schweizer innehat. Weiteres Mitglied ist Heinz Spengler. Christa Maar kam bis zu ihrem Tod 2022 mit ihrer Funktion als geschäftsführender Vorständin eine zentrale Rolle zu.